# For You (album của Selena Gomez)
| Đánh giá chuyên môn | Đánh giá chuyên môn |
| Nguồn đánh giá      | Nguồn đánh giá      |
| Nguồn               | Đánh giá            |
| ------------------- | ------------------- |
| Allmusic            | [ 1 ]               |
| AXS                 | 3.5/5               |
| Idolator            | 3.5/5               |
| The Times of India  | 3/5                 |

For You là album tuyển tập đầu tiên của nữ ca sĩ Selena Gomez.

## Danh sách bài hát
| For You – Standard edition | For You – Standard edition                                               | For You – Standard edition                                                                  | For You – Standard edition                                                       | For You – Standard edition |
| STT                        | Nhan đề                                                                  | Sáng tác                                                                                    | Nhà sản xuất                                                                     | Thời lượng                 |
| -------------------------- | ------------------------------------------------------------------------ | ------------------------------------------------------------------------------------------- | -------------------------------------------------------------------------------- | -------------------------- |
| 1.                         | "The Heart Wants What It Wants"                                          | Selena Gomez Antonina Armato Tim James David Jost                                           | Rock Mafia Devrim Karaoglu Steve Hammons Dubkiller Jon Vella Xander Singh Ace Ha | 3:47                       |
| 2.                         | "Come & Get It"                                                          | Ester Dean Mikkel Storleer Eriksen Tor Erikk Hermansen                                      | Stargate Dreamlab Dean                                                           | 3:51                       |
| 3.                         | "Love You Like a Love Song" (Selena Gomez & the Scene)                   | Armato James Adam Schmalholz                                                                | Rock Mafia Karaoglu                                                              | 3:08                       |
| 4.                         | "Tell Me Something I Don't Know" (Selena Gomez & the Scene)              | Armato Ralph Churchwell Michael Nielsen                                                     | Rock Mafia Karaoglu                                                              | 2:55                       |
| 5.                         | "Who Says" (Selena Gomez & the Scene)                                    | Emanuel Kiriakou Priscilla Hamilton                                                         | Kiriakou                                                                         | 3:15                       |
| 6.                         | "My Dilemma 2.0" (Selena Gomez & the Scene)                              | Armato James Karaoglu                                                                       | Rock Mafia Dubkiller Karaoglu                                                    | 3:09                       |
| 7.                         | "Round & Round" (Selena Gomez & the Scene)                               | Kevin Rudolf Andrew Bolooki Fefe Dobson Jeff Halavacs Jacob Kasher                          | Rudolf Bolooki Halatrax                                                          | 3:05                       |
| 8.                         | "Forget Forever" (Boy Lightning Remix)                                   | Jason Evigan Clarence Coffee Alexander Izquierdo Jordan Johnson Stefan Johnson Marcus Lomax | The Monsters and the Strangerz Evigan Boy Lightning Dan Brook                    | 3:46                       |
| 9.                         | "Slow Down"                                                              | Lindy Robbins Julia Michaels Niles Hollowell-Dhar David Kuncio Freddy Wexler                | The Cataracs Kuncio [d]                                                          | 3:30                       |
| 10.                        | "A Year Without Rain" (Dave Audé Radio Remix) (Selena Gomez & the Scene) | Robbins Toby Gad                                                                            | Gad Dave Audé                                                                    | 3:59                       |
| 11.                        | "Naturally" (Dave Audé Radio Remix) (Selena Gomez & the Scene)           | Armato James Karaoglu                                                                       | Rock Mafia Dave Audé                                                             | 4:01                       |
| 12.                        | "Más" ("More" – Tây Ban Nha) (Selena Gomez & the Scene)                  | Isaac Hasson Mher Filian Robbins Mark Portman Ernesto Cortazar Edgar Cortazar               | SuperSpy                                                                         | 3:30                       |
| 13.                        | "Bidi Bidi Bom Bom" (with Selena)                                        | Pete Astudillo Selena Quintanilla-Pérez                                                     | Humberto Gatica                                                                  | 4:13                       |
| 14.                        | "Falling Down" (Selena Gomez & the Scene)                                | Ted Bruner Trey Vittetoe Gina Schock                                                        | Bruner Vittetoe                                                                  | 3:03                       |
| 15.                        | "Do It"                                                                  | Gomez Armato James Jost                                                                     | Rock Mafia Dubkiller Thomas Armato Sturges                                       |                            |
| Tổng thời lượng:           | Tổng thời lượng:                                                         | Tổng thời lượng:                                                                            | Tổng thời lượng:                                                                 | 51:52                      |

| For You – iTunes video bổ sung | For You – iTunes video bổ sung  | For You – iTunes video bổ sung | For You – iTunes video bổ sung |
| STT                            | Nhan đề                         | Director(s)                    | Thời lượng                     |
| ------------------------------ | ------------------------------- | ------------------------------ | ------------------------------ |
| 16.                            | "The Heart Wants What It Wants" | Dawn Shadforth                 | 4:35                           |
| Tổng thời lượng:               | Tổng thời lượng:                | Tổng thời lượng:               | 56:27                          |

| For You - Tidal EP version | For You - Tidal EP version             | For You - Tidal EP version                          | For You - Tidal EP version                                                       | For You - Tidal EP version |
| STT                        | Nhan đề                                | Sáng tác                                            | Nhà sản xuất                                                                     | Thời lượng                 |
| -------------------------- | -------------------------------------- | --------------------------------------------------- | -------------------------------------------------------------------------------- | -------------------------- |
| 1.                         | "The Heart Wants What It Wants"        | Armato James Gomez Jost                             | Rock Mafia Karaoglu [a] Hammons [a] Dubkiller [a] Vella [a] Singh [a] Ace Ha [a] | 3:47                       |
| 2.                         | "Forget Forever" (Boy Lightning Remix) | Evigan Coffee Izquierdo J. Johnson S. Johnson Lomax | The Monsters and the Strangerz Evigan Boy Lightning                              | 3:46                       |
| 3.                         | "Do It"                                | Gomez Armato James Jost TAS                         | Rock Mafia Dubkiller Armato Sturges                                              |                            |

## Xếp hạng

### Xếp hạng tuần
| Bảng xếp hạng (2014–15)        | Vị trí cao nhất |
| ------------------------------ | --------------- |
| Album Áo (Ö3 Austria)          | 73              |
| Album Bỉ (Ultratop Vlaanderen) | 40              |
| Album Bỉ (Ultratop Wallonie)   | 67              |
| Album Pháp (SNEP)              | 80              |
| Album Hy Lạp (IFPI)            | 32              |
| Album Ireland (IRMA)           | 95              |
| Album Ý (FIMI)                 | 34              |
| Album Na Uy (VG-lista)         | 37              |
| Album Tây Ban Nha (PROMUSICAE) | 40              |
| Album Anh Quốc (OCC)           | 33              |
| Album Hoa Kỳ Billboard 200     | 24              |

### Xếp hạng cuối năm
| Bảng xếp hạng (2015) | Vị trí |
| -------------------- | ------ |
| Hoa Kỳ Billboard 200 | 142    |

## Chứng nhận
| Quốc gia                                                                           | Chứng nhận | Số đơn vị/doanh số chứng nhận |
| ---------------------------------------------------------------------------------- | ---------- | ----------------------------- |
| Brasil (Pro-Música Brasil)                                                         | Vàng       | 20.000*                       |
| * Chứng nhận dựa theo doanh số tiêu thụ. ^ Chứng nhận dựa theo doanh số nhập hàng. |            |                               |